# Carcinoma a cellule ad anello con castone
Il carcinoma a cellule ad anello con castone (SRCC, dall'inglese Signet Ring Cell Carcinoma) è una rara forma di adenocarcinoma altamente maligno caratterizzato dalla produzione di mucina. È un tumore epiteliale che all'esame istologico presenta cellule che per aspetto ricordano un anello sottoposto ad incastonatura, da cui il nome della neoplasia.
I tumori SRCC primari si trovano più spesso nelle strutture ghiandolari dello stomaco (questo tipo di carcinoma ha origine gastrica nel 56% dei casi documentati); altre localizzazioni del tumore primario possono essere le mammelle, la cistifellea, la vescica e il pancreas. Lo sviluppo dei SRCC all'interno dei polmoni è molto raro.
Tra i tumori del colon-retto, i SRCC rappresentano meno dell'1% del totale. Sebbene l'incidenza e la mortalità del carcinoma gastrico siano diminuite nel mondo occidentale negli ultimi decenni, si è contemporaneamente registrato un aumento delle occorrenze di tumori gastrici di tipo SRCC.
I tumori SRCC crescono in strati mucosali particolarmente invaginati e nascosti, il che rende meno efficace la diagnostica per immagini per mezzo di esami standard, come la tomografia computerizzata (TC) e la tomografia a emissione di positroni (PET).

## Eziologia
Talvolta i tumori SRCC mostrano una certa ereditarietà: in questi casi, le mutazioni oncogeniche di più frequente riscontro sono a carico del gene CDH1, che codifica per la glicoproteina nota come E-caderina, una molecola fondamentale per l'adesione cellulare.
Non è stato indagato il ruolo nella genesi dei SRCC ricoperto dai fattori di rischio per il cancro gastrico in generale, come il tabagismo, il consumo di cibi ricchi di conservanti e la presenza di una gastrite cronica autoimmune.

## Fisiopatologia

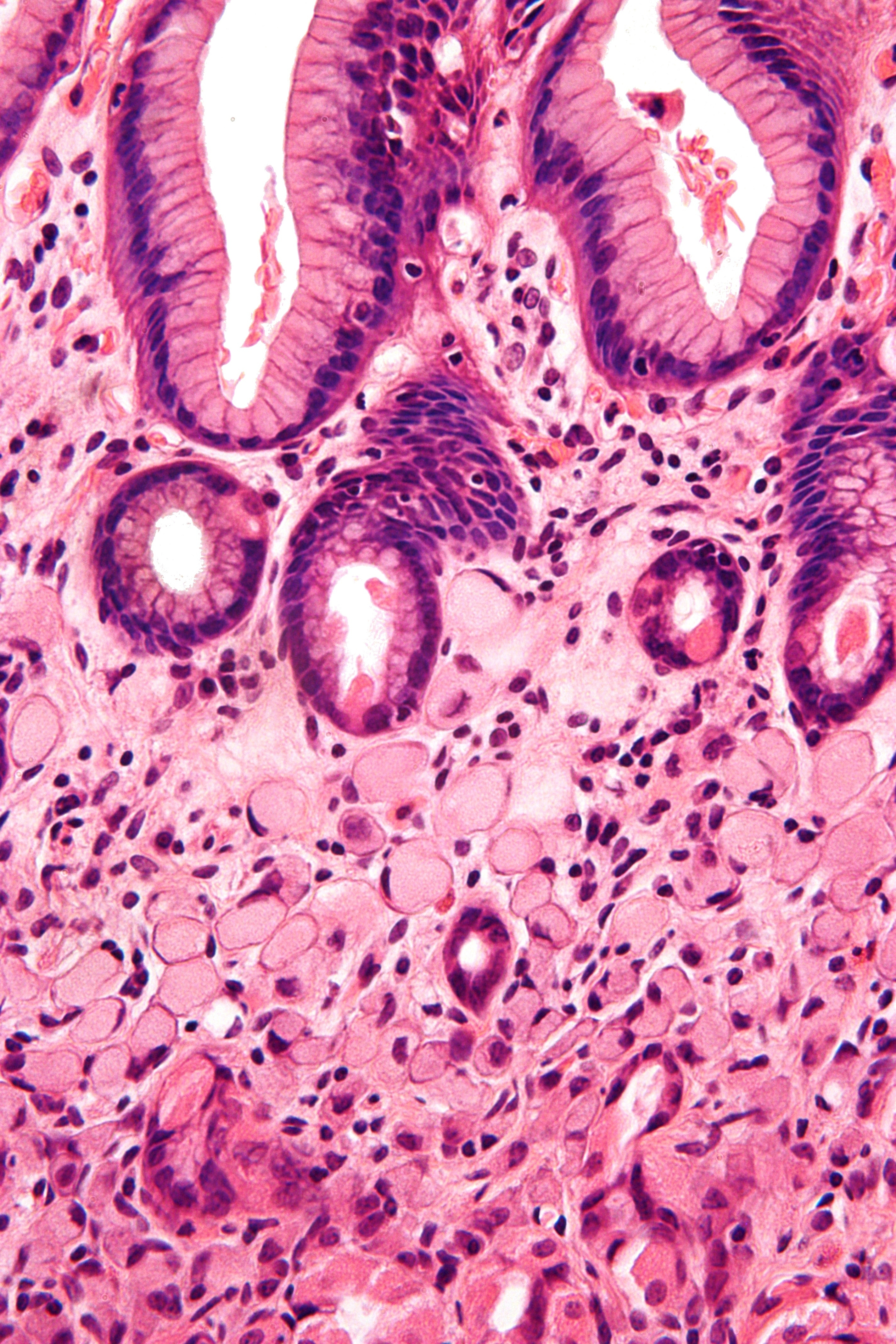
Carcinoma a cellule ad anello con castone in sede gastrica: nella metà inferiore dell'immagine sono visibili le cellule tumorali; nella metà superiore si vedono le normali cellule dell'epitelio gastrico

I SRCC sono adenocarcinomi nei quali le cellule hanno perso le proprietà di inibizione da contatto tipiche dei tessuti normali; questo determina una proliferazione incontrollata delle cellule tumorali.
Il meccanismo patogenetico del carcinoma a cellule ad anello con castone non è ancora stato chiarito del tutto.
All'esame citopatologico, le cellule del SRCC mostrano la caratteristica forma "ad anello con castone", specie con le colorazioni (come quella con ematossilina eosina) che permettono di differenziare fortemente le sostanze basiche da quelle acide; questo aspetto è il risultato della formazione, all'interno del citoplasma, di vacuoli molto estesi, pieni di mucina, che spostano progressivamente il nucleo verso la periferia della cellula.
I carcinomi dello stomaco in cui sono presenti sia cellule adenocarcinomatose che cellule ad anello con castone (i cosiddetti "SRCC misti") mostrano un'evoluzione più aggressiva e una prognosi peggiore rispetto ai tumori costituiti completamente da cellule ad anello, oppure che presentano solo cellule non ad anello.
Alcuni studi clinici di comparazione tra i SRCC del colon-retto ad elevato contenuto di mucina e quelli con basse quantità di questa proteina mostrano come questi ultimi abbiano tendenzialmente un'evoluzione più rapida e più maligna, come evidenziato dalla loro predisposizione a invadere il sistema linfatico, l'endotelio venoso (con conseguente diffusione ematica e possibile metastatizzazione) e le regioni perineurali.

### Diffusione a distanza
Il pattern di metastatizzazione del SRCC gastrico differisce da quello degli altri adenocarcinomi dello stomaco: le metastasi del SRCC, infatti, si sviluppano spesso nel peritoneo e le cellule che infiltrano il sistema linfatico tendono a formare metastasi nei polmoni e nelle ovaie. Sono state osservate anche metastatizzazioni del SRCC nella regione mammaria; per questo motivo, se in un tumore della mammella vengono rinvenute cellule "ad anello con castone", dovrebbe esserne ipotizzata l'origine carcinomatosa a partire da un SRCC primario.

## Trattamento
La chemioterapia ha un'efficacia piuttosto limitata nel trattamento dei SRCC; il tasso di sopravvivenza a 5 anni dalla diagnosi è più basso che per i tipi più comuni di adenocarcinoma, a parità di organo colpito. I SRCC, inoltre, sono spesso diagnosticati ad uno stadio più avanzato rispetto ad altri tipi di carcinoma, il che ne rende più difficile il controllo e l'eradicazione. Tuttavia, alcuni studi clinici hanno dimostrato che le metastasi di SRCC localizzate nel midollo osseo possono avere un'importante valenza diagnostica, consentendo una diagnosi meno tardiva e, di conseguenza, un trattamento più efficace.
Nei SRCC dello stomaco, la gastrectomia è il trattamento di elezione. Per quanto riguarda la chemioterapia, non c'è un abbinamento di farmaci chiaramente più efficace di altri, ma nella maggior parte dei casi vengono impiegati il 5-fluorouracile, il cisplatino e/o l'etoposide. Si stanno conducendo alcuni studi per determinare se alcuni moderni farmaci chemioterapici, come il paclitaxel e la gemcitabina, abbiano una maggiore efficacia nel trattamento dei SRCC.
Nei rari casi in cui in pazienti con SRCC polmonare si sviluppa una microangiopatia trombotica che determina ipertensione polmonare e problemi di coagulazione, è stata dimostrata la validità della terapia con imatinib nel risolvere queste complicanze.

## Prognosi
Non è del tutto chiaro se la prognosi del SRCC rispetto ad altri adenocarcinomi in sedi analoghe sia peggiore anche per una natura intrinsecamente più aggressiva dei SRCC, o per il solo fatto che questo tipo di tumore riceva mediamente una diagnosi più tardiva. In ogni caso, la prognosi del SRCC dipende dalla sede nella quale è localizzato il tumore primario.
I SRCC della vescica, che sono estremamente rari come lesione primaria e interessano prevalentemente persone di sesso maschile, hanno una prognosi molto negativa. Sembra tuttavia che la combinazione tra cistectomia radicale e somministrazione di un cocktail di chemioterapici a base di tegafur-uracile e cisplatino allunghi notevolmente la sopravvivenza media dei pazienti con SRCC vescicale.
Se comparati agli adenocarcinomi gastrici classici, i SRCC dello stomaco tendono in proporzione a colpire maggiormente le donne e i pazienti che li sviluppano hanno un'età media più bassa; sesso femminile e giovane età sono generalmente fattori prognostici favorevoli in oncologia, infatti è stato dimostrato che i SRCC diagnosticati in fase precoce o intermedia hanno una prognosi leggermente migliore di quella dei tumori gastrici caratterizzati da altri tipi istologici. Tuttavia, limitatamente ai pazienti con diagnosi di cancro a uno stadio avanzato (la maggioranza dei pazienti con SRCC), il carcinoma a cellule ad anello con castone mostra una prognosi peggiore di quella di altri carcinomi gastrici, a parità di stadiazione TNM; questo dato sembra essere associato a una maggiore dimensione del tumore e ad un maggior numero di metastasi linfonodali rispetto ai pazienti con carcinomi di tipo diverso dal SRCC.
I tumori primari a cellule ad anello con castone in sede colorettale sono rari, rappresentando meno dell'1% delle neoplasie maligne del colon-retto. Anche in questo caso la prognosi è tendenzialmente negativa, poiché i sintomi (solo a seguito dei quali, in genere, si ottiene la diagnosi) si manifestano solo quando il tumore si trova ad uno stadio già avanzato. La sopravvivenza a 5 anni dalla diagnosi varia tra il 9% e il 30% a seconda della tipologia di pazienti monitorati nei vari studi clinici effettuati in merito; la sopravvivenza media è compresa tra i 20 e i 45 mesi dal momento della diagnosi. Un'ampia porzione di SRCC colorettali si origina in pazienti relativamente giovani e mostra fin da subito una tendenza a invadere il sistema linfatico e il torrente ematico, con conseguente aumento della probabilità di sviluppare metastasi.

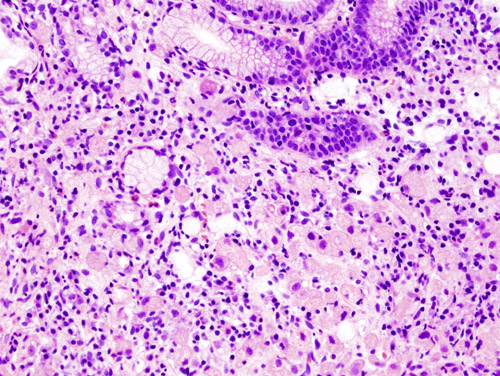
Le cellule ad anello con castone in un SRCC in sede gastrica (colorazione con ematossilina eosina)
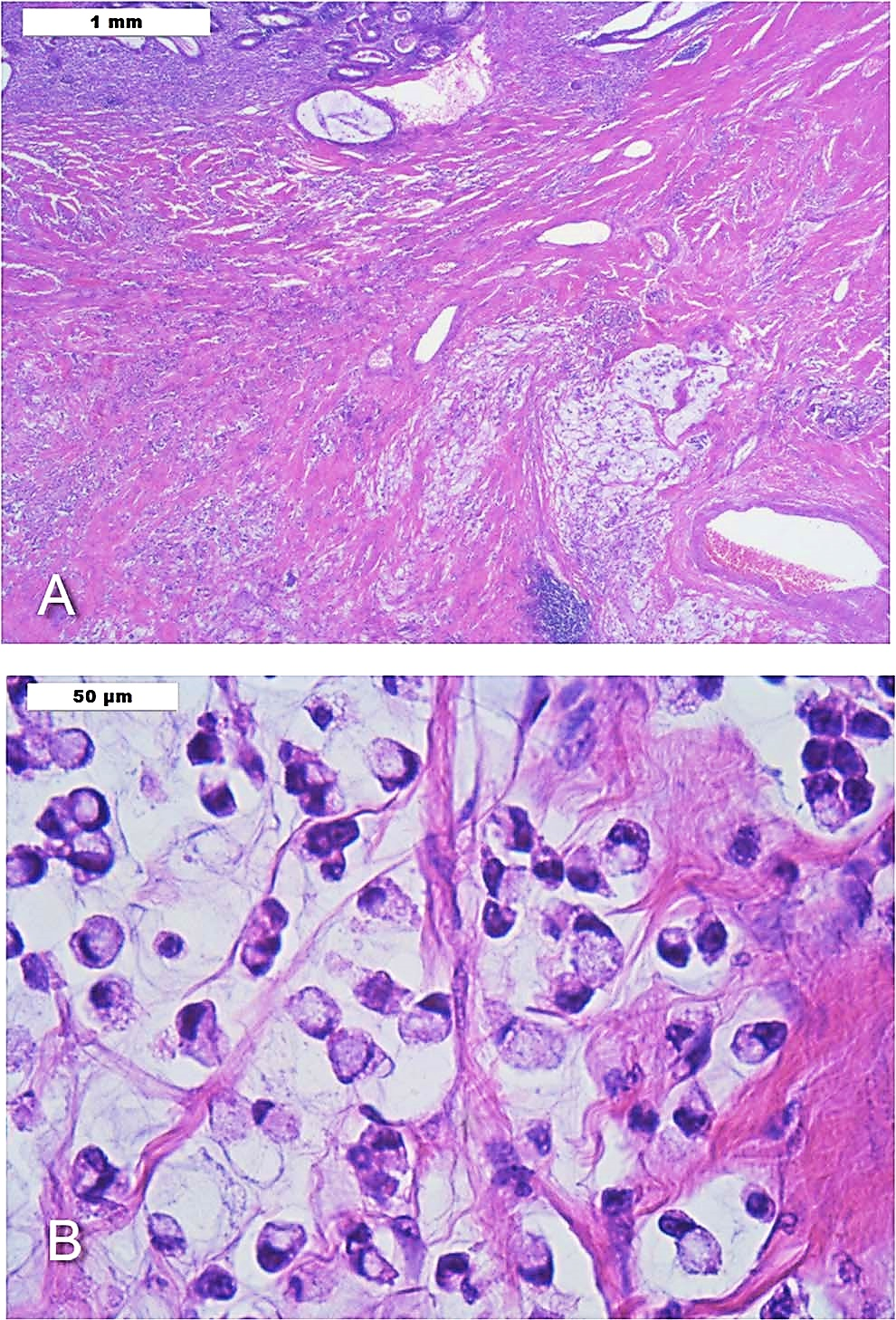
Lo stesso tipo di cellule, ma in sede ileale (stessa colorazione)